# Риверс, Сэм (саксофонист)
Сэмюэль Карторн Риверс (англ. Sam Rivers); 25 сентября 1923, Эль-Рино — 26 декабря 2011, Орландо) — американский джазовый музыкант, композитор и бэнд-лидер. Владеет инструментами: сопрано- и тенор-саксофон, бас-кларнет, флейта, губная гармоника, а также играет на фортепиано.
Энергичный 88-летний мультиинструменталист хоть и сменил шумный Нью-Йорк на тихий городок во Флориде, но до последних дней отдавал всего себя музыке и совсем не собирался прерывать свою творческую и концертную деятельность.

## Биография

### Детство и юность
Риверс родился в Эль-Рино, штате Оклахома, 25 сентября 1923 года (долгое время считалось что он родился в 1930 году), и рос, постоянно переезжая с места на место. Риверс вспоминает: «Моя мать и отец (Отец Риверса был госпел-певцом, пел в известных коллективах вроде Fisk Jubilee Singers и The Silverstone Quartet), дедушка и обе сестры были музыкантами. Моя мать была весьма дотошной, и заставляла очень старательно заниматься музыкой, делая упор на практическую часть. Я занимался, учился, и в конце концов был способен выявить свою собственную философию создания музыки, которая возможно используется многими музыкантами, но в то время я действительно не следовал ни за кем. Самое главное — это быть джазовым музыкантом, быть индивидуумом, делать что-то своё. Некоторые, возможно, больше зарабатывают, но новаторы должны продолжать работать и осуществлять свой вклад в развитие музыки.»
В 1947 году Риверс переехал в Бостон, Штат Массачусетс и поступил в Бостонскую Консерваторию, где среди его педагогов был прославленный композитор Алан Хованесс. Там он учился и выступал с такими известными в будущем музыкантами как Куинси Джонс, Эрб Померой, Тад Дэмерон и другими.

### Сэм Риверс и Майлз Дэйвис
Первая популярность пришла к Риверсу в середине 50-х, когда он работал в составе бостонского джаз-бенда Эрба Помероя, но национальную славу музыкант обрел в 1964 году, когда присоединился к Miles Davis Quintet. Риверс со своим товарищем Джеки Маклином к этому времени уже покинул Бостон. В 1959 году Риверс начал выступать с 13-летним вундеркиндом-барабанщиком Тони Уильямсом, которому, к слову, также было уготовано блестящее музыкальное будущее. Майлз Дэйвис по рекомендации Тони Уилльямса пригласил Риверса к участию в записи альбома Miles in Tokyo. Сэм вспоминает: «Тони дал послушать Майлзу мои записи, и тот мгновенно захотел пригласить меня в группу. Единственная причина, по которой я в тот момент пошёл к Майлзу Дэйвису — это мой ударник Тони.» Стиль игры Риверса был слишком хаотичен и свободен, что абсолютно не сочеталось с музыкой Дэйвиса, и вскоре его место в квинтете занял Уэйн Шортер. «Интересная штука: Майлз, не предупредив меня, подписал соглашение с Артом Блэки, согласно которому по приезде Шортера я ухожу работать к Арту. Такой наглости я стерпеть не мог и ушёл из квинтета с ещё одним участником Эндрю Хиллом».

### Период Blue Note
Вскоре Риверс, уже довольно популярная фигура в джазе, подписал контракт с крупным звукозаписывающим джаз-лейблом Blue Note и записал несколько пластинок (Fuchsia Swing Song, Contours, Involution) вместе с такими музыкантами, как Эндрю Хилл, Тони Уильямс, Бобби Хатчерсон, Ларри Янг. Примечателен тот факт, что на этих записях Риверс наконец-то выступил в роли бэнд-лидера, а это означало полную свободу в своих творческих изысканиях и нестандартном построении композиций. Также Сэм в качестве солиста поучаствовал в записях альбомов Яки Бьярда, Эрби Ханкока, Фредди Хаббарда, Тони Уильямса, Эндрю Хилла и Ларри Янга.
Корни музыки Риверса в бибопе, но всё же Сэм — адепт фри-джаза и креативный музыкант. Первая его пластинка на Blue Note, Fuchsia Swing Song, многими расценена как шедевр подхода к особому построению композиции, называемого «внутри-снаружи» («inside-outside»). То есть исполнитель часто стирает явную гармоническую структуру («идущую снаружи»), но сохраняет скрытую связь, для преодоления разрывов. Риверс вывел концепцию гармонии бибопа на новый уровень, а в мастерстве импровизации на саксофоне превзошёл возможно самого Лестера Янга.
Композиторский талант Сэма также проявился в этот период: композиция «Беатрис» с пластинки Fuchsia Swing Song стала популярным джазовым стандартом для тенор-саксофонистов. Пьеса подробно проанализирована в книге «The Jazz Theory Book» Марком Левином.
Хотя музыка на пластинках эры Blue Note считается авангардом, в основе её лежал классический джаз, и это был резкий поворот в сторону от всего основного пути развития джаза, от мейнстрима.

### Трио и джазовый чердак
Позже Риверс играл в Cecil Taylors Unit с Джимми Лайонсом и Эндрю Сирилем, описывая данный этап как «поворотный в карьере».
Подобным поворотом было создание «Интуитивно-креативного трио Риверса», в составе Сэма Риверса, контрабасиста Дейва Холланда и ударника Барри Алчула, которое могло вдохновенно импровизировать на протяжении многих часов, а лидер переходить от тенора к сопрано саксофону, затем к флейте, к фортепиано и обратно, порой радостно восклицая.
В течение 1970-х годов, Риверс и его жена, Беа, организовали и управляли «Нью-Йоркским джазовым чердаком» — площадкой выступления официально именуемой Studio Rivbea, которая была расположена в нижней части Манхэттена, округе North of Houston Street.
«Я оказался там в нужное время и в нужном месте», — полагает Сэм,- потому что так случилось, что был приток музыкантов, в те времена они все хотели прибыть в Нью-Йорк во что бы то ни стало, поэтому недостатка в кадрах не было. У меня же была площадка для выступлений, где я до поры до времени только репетировал, а как только мы начали давать на ней концерты, то стали всемирно известными.»
Риверс продолжал выпускать альбомы на различных лейблах, включая несколько пластинок для Impulse!. Streams (live at Montreux) и Hues — оба альбома содержат различные выступления трио, позже представленное как Trio Live, Sizzle — запись квартета, первый диск с оркестром — Crystals), а также, возможно самая известная работа того периода, выступление на Conference of the Birds Дэйва Холланда в компании с Брэкстоном и Алчулом.
Wildflowers, сборник из пяти пластинок, который был записан в течение всего одной недели выступлений, показывал, кто есть кто во фри-джаз движении на данный момент. В записях приняли участие Ахмед Абдулла , Хамье Блюйе, Энтони Брэкстон, Мэрион Браун, Дейв Беррелл, Джером Купер, Эндрю Сириль, Олу Дара, Джулиус Хемфилл, Оливер Лэйк , Джимми Лайонс, Кен Макинтайр, Роско Митчелл, Дэвид Мюррей, Санни Мюррей, Риверс, Лео Смит и Генри Тридджилл, многие из которых до этого были известны в США в узких кругах.
Немногим позже релиза пластинок, Риверс закрыл Rivbea и переехал в Нью-Джерси. Он вспоминает: «Я закрыл площадку и уехал из Нью-Йорка, потому что, как только парни становились известными, другие клубы начали нанимать их. Я же не мог платить таких денег, которые предлагали те клубы. Можно было взять ссуду. Но я не продавал виски. А если бы вы хотели пиво, вы бы встали и принесли его себе.» В течение 80-х годов, Риверс возглавлял несколько прогрессив электрик-джаз квартетов, включающих гитаристов Кевина Юбанкса, Дэррела Томпсона и Эда Черри.

### Сэм Риверс и Диззи Гиллеспи
Последний привёл Риверса к весьма неожиданной встрече, с Диззи Гиллеспи. «Эд Черри был моим музыкантом, а Диззи в то время организовал новый бэнд и настойчиво приглашал Эда».

Сэм вспоминает: 
«Я позвонил Диззи и сказал, С Рождеством, Диззи, [было как раз Рождество], если тебе будет нужен тенор, звони. Он ответил: „Как тебя зовут и скажи свой номер телефона?“… На следующей неделе он позвонил мне. Это было началом нечто нового. Игнасио Берроа за ударными, Джон Ли — контрабас, Эд Черри, я и Диззи. Очень хорошая группа, превосходная группа, я обожал играть с ними. Также я играл в United Nations Band, оркестре Диззи. В общей сложности я играл с Диззи на протяжении четырёх лет, вплоть до того, как гениальный трубач скончался…»

### Переезд в Орландо
В то же время Риверс переехал в Орландо. «Мы путешествовали везде, и я мог поехать куда угодно, — вспоминает Сэм, — Мы планировали уехать из Нью-Йорка и, вы знаете, мы имели возможность поехать в Нью-Мексико, Аризону, Калифорнию или Сиэтл.
Было множество предложений преподавать. Но я не хотел учить, а тут как раз музыканты из Орландо сообщили, что у них есть оркестр, ждущий меня и жаждущий моей музыки. Именно поэтому я и прибыл в Орландо, и, вы знаете, музыканты оказались по-настоящему хороши. Все музыканты в моём оркестре, моём джазовом оркестре, являются профессорами музыки. Они преподают музыкальную теорию. Это — серьёзно. Я подразумеваю, мне весьма повезло, потому что я могу ввести всю мою музыку, всё то, что я пишу, а музыканты всегда способны сыграть её. Помимо всего прочего, это — очень, очень, очень большой опыт для меня.»
Более традиционные работы, пластинки Сэма Риверса «Inspiration» и «Culmination», записанные совместно с Rivbea All-Star Orchestra), были номинированы на Грэмми, а «Aurora» (совместно с Orlando orchestra), наиболее точно отражает текущую музыкальную деятельность.
В основе каждого оркестра — то знаменитое трио Риверса с 12-летней историей, теперь уже с Дугом Мэтьюзом и Энтони Коулом; которое он с гордостью характеризует, как «уникальное» в истории джаза. Союз этих трёх мультимузыкантов — наиболее разносторонняя музыкальная группа из тех, что делают музыку сегодня. Также иногда они экстраполируют стиль более ранних трио или напоминают World Saxophone Quartet.
Риверс поясняет:
«Дуг — больше классический музыкант. Он играет на бас-кларнете, на виолончели, контрабасе, а также на бас-гитаре и барабанах. Энтони играет на ударных, тенор-саксофоне, на фортепиано. У нас есть возможность играть в два фортепиано, а затем, к примеру, Энтони играет на электро-басу, Дуг на ударных. Такого никогда не делалось прежде. Когда мы оканчиваем своё выступление, люди уверены что видели и слышали нечто неповторимое и подобное волшебство больше никогда не произойдет в их жизни. Так и есть, однако они имеют возможность снова прийти на мой концерт.»
На недавнем концерте в Сан-Диего, к группе присоединились тромбонист Джордж Льюис и пианист Энтони Дэвис. Совсем немного осталось до концерта всех звёзд в The Iridium Rivers.

### Последние годы
Риверс жил недалеко от Орландо, Флорида. Он регулярно выступал со своим трио.
Орландо, а именно музыкальная джазовая составляющая часть этого города, по большому счету находится в андеграунде, поэтому потрясающие работы Сэма Риверса со своим Rivbea Orchestra были обделены вниманием большей части почитателей джаза. Исключением стал 1998 год, когда известный нью-йоркский саксофонист Стив Коулмэн собрал мастеров духовых инструментов (Грега Осби, Чико Фримена, Хамье Блюйе, Рэя Андерсона и других) и приехал в Орландо, чтобы присоединиться к трио-оркестру Риверса. Данный союз с успехом дал несколько концертов в течение недели, а затем заперся на два дня в студии Brooklyn. Результатом работы стали пластинки выпущенные RCA Records , Inspiration, 1999 (заглавная пьеса — усложнённая переделка композиции Гиллеспи «Tanga») и Culmination, 2000. Оба альбома были номинированы на Грэмми, а также входили в топ-10 лучших джазовых альбомов страны.
Позже вышли альбомы Portrait, соло-запись на лейбле FMP, Vista, трио с барабанщиками Адамом Рудольфом и Харрисом Эизенстадтом на лейбле Meta.
В 2006 году Сэм записал пластинку «Aurora», которая включала в себя как пьесы Rivbea Orchestra, так и Orlando orchestra. Риверс и the Rivbea Orchestra записали нескольких новых композиций в Sonic Cauldron Studios в Уинтер-Спрингс, Флорида.
Сэм говорил: «Нам не нужны композиции, у нас просто есть несколько свободных тем, мелодий, на основании которых мы импровизируем. Нет никакого трек-листа. Мы любим удивлять самих себя также, как и вас. Я обожаю это состояние неведения, относительно того, что произойдёт дальше. И с нетерпением жду этого. Ведь когда ты знаешь, что будет дальше — это невыносимо скучно…».
Изменив в своё время курс развития джаза, Сэм Риверс продолжал смотреть в будущее. «Есть у меня некоторые задумки. Я бы снова организовал площадку подобную Studio Rivbea, на собственные деньги. Тогда появится возможность изменить музыку …, потому что я знаю, как сделать это.»
Сэм Риверс скончался 26 декабря 2011 года в своём доме в Орландо.

## Дискография

### В качестве бэнд-лидера
- Fuchsia Swing Song, Blue Note Records 1964.
- Contours, Blue Note Records 1965.
- Sam Rivers/Dave Holland, Vol. 1, Improvising Artists, 1976.
- Sam Rivers/Dave Holland, Vol. 2, Improvising Artists, 1976.
- Waves, Tomato, 1978.
- Crosscurrent, Blue Marge 1005, 1981.
- Trio Live, 1998.

### В больших ансамблях
- Crystals, a large ensemble work, Impulse!, 1974.
- Inspiration, RCA Victor, 1999.
- Culmination, RCA Victor, 2000.

### Гостевое участие
- Diaspora Blues — Steven Bernstein with Sam Rivers Trio, Tzadik, 2002.
- Black Stars, with Jason Moran, Blue Note Records, 2001.
- In the Name of…, with Music Revelation Ensemble, DIW, 1993.
- Conference Of The Birds, with the Dave Holland Quartet, ECM Records, 1973.
- The Great Concert with Cecil Taylor, Prestige, 1969.
- [Change] with Andrew Hill, Blue Note Records, 1966
- Dialogue with Bobby Hutcherson, Blue Note Records, 1965.
- Spring with Tony Williams, Blue Note Records, 1965.
- Life Time with Tony Williams, Blue Note Records, 1964.
- Miles in Tokyo — с Майлзом Дэвисом, Columbia, 1964.
- Into Somethin', с Ларри Янгом, Blue Note Records, 1964.